# 괴 (하나라)
괴(槐)는 하나라의 8대 군주이자 저(杼)의 아들이다. 죽서기년에 의하면, 44년 동안 재위했다고 한다.
즉위 3년째에 견이(畎夷), 간이(干夷), 방이(方夷), 황이(黄夷), 백이(白夷), 적이(赤夷), 현이(玄夷), 풍이(風夷), 양이(陽夷) 등의 9개의 주변 민족이 내방했다고 전 한다.